# Тургенєва Анна Олексіївна
Анна (Ася) Олексіївна Тургенєва, у шлюбі Бугайова (12 травня 1890, Московська губернія, Російська імперія — † 12 жовтня 1966 року (Арлесхайм, кантон Базель-Ланд, Швейцарія) — російська та швейцарська художниця, графікеса та ілюстраторка з роду Тургенєвих. Перша дружина Андрія Бєлого, прототип Каті у його романі «Срібний голуб». Активістка антропософського руху.

## Біографічні дані
Народилась 12 травня 1890 року в Московській губернії в сім'ї тульського поміщика Олексія Миколайовича Тургенєва і його дружини Софії Миколаївни, дочки Бакуніна Миколи Олександровича і онуки знаменитого полководця Миколи Миколайовича Муравйова-Карського. Батько називав дочку Асею в честь героїні повісті "Ася" свого дядька Тургенєва Івана Сергійовича.
Юність Анна провела в Москві, де отримала початкову художню освіту. Мати, розлучившись із Тургенєвим, в 1904 році одружилася з Володимиром Констянтиновичем Кампіоні та переїхала з дітьми та матір'ю до нього у село Боголюби, Луцького повіту Волинської губернії, де він служив лісничим.
У 1906-1908 навчалася в Парижі у художника-символіста британського походження Луїса Велдена Гокінза (Louis Welden Hawkins), в 1909-1910 - в Брюсселі у гравера Мішеля Огюста Данса.
У 1909 в Москві познайомилася з письменником і поетом Андрієм Бєлим (Борис Миколайович Бугайов, 1880-1934), стала його супутницею, подорожувала з ним по Європі і Близькому Сходу. Навесні 1914 в Берні вони уклали цивільний шлюб (від церковного вінчання вона відмовилася з ідейних мотивів). Поселившись з чоловіком в Дорнах поблизу Базеля, увійшла в коло Рудольфа Штейнера і вступила в очолювану ним антропософскую громаду. Спілкувалася з М. В. Сабашніковою і М. О. Волошиним. Під Керівництвом Марії Штейнер займалася евритмією (мистецтвом руху), брала участь в спектаклях. У роки Першої світової війни залишалася за кордоном, тоді як чоловік повернувся в Росію (1916). У 1921 зустрілася з чоловіком в Берліні, але їх шлюб розпався. До цього часу стала супутницею поета Олександра Борисовича Кусікова.
Виконала монументально-декоративні роботи в різних техніках для заснованого Рудольфом Штейнером антропософобського центру Гетеанум в Дорнах (конструкції віконних рам і вітражів, малюнки на склі, різьблення по дереву). Керувала бригадою різьбярів, потім склярів-шліфувальників. Займалася станковою та книжковою графікою, створювала пейзажі і портрети в техніці офорту і сухої голки, ілюструвала книги Гете, Рудольфа Штейнера, старовинні легенди і казки, а також власні твори. Після смерті Рудольфа Штейнера перевела в гравюру деякі його архітектурні замальовки. Брала участь у виставках в Дорнах (1930-1940) і Базелі (1940; виставка «12 художників Гетеанума»).
У 1935-1960 роках читала лекції з естетики і вела курси з історії мистецтва. Часто відвідувала Францію. У 1948 і 1951 виступала в Парижі з доповідями в Російській Антропософській спільноті («Антропософія і мистецтво», «Культурне значення мистецтва Гетеанума» і ін.).
Написала книгу «Erinnerungen an Rudolf Steiner und die Arbeit am ersten Goetheanum» ("Спогади про Рудольфа Штайнера та про работу в першому Гетеанумі"), а також спогади про Андрія Бєлого. Виконала портрет Андрія Бєлого, який разом з матеріалами її особистого архіву знаходяться в Музеї Андрія Бєлого в Москві. Образ художниці виведений (під ім'ям Неллі) в повісті Андрія Бєлого «Записки дивака»; вона стала також прототипом героїні його повісті «Срібний голуб».

## Сім'я
- Батько — Тургенєв Олексій Миколайович (1862—1906), присяжний повірений, тульський поміщик, двоюрідний племінник письменника І.С. Тургенєва.
- Мати — Тургенєва (Бакуніна, Кампіоні) Софія Миколаєвна (1868—?), дочка дійсного статського радника, камергера М.О. Бакуніна та фрейліни російського імператорського двору А.М. Муравйової.
- Сестра — Тургенєва (Поццо) Наталія Олексіївна (1888—1942), діячка антропософского руху
- Сестра — Тургенєва (Соловйова) Тетяна Олексіївна (1896—1966), дружина поета С.М. Соловйова.
- Брат — Тургенєв Михайло Олексійович (1901-1979)
- Єдиноутробна сестра - Кампіоні (Цеге-фон-Мантейфель) Варвара Володимирівна (1906-1988), по шлюбу баронеса, доктор медичних наук, доцент кафедри медицини у Варшаві, дружина польського хірурга, засновника польської школи торакальної та серцевої хірургії Леона Эдварда Цеге-фон-Мантейфель (1904-1973).
- Вітчим — Кампіоні Володимир Констянтинович (1871-?), лісничий в Волинській губернії, з 1929 референт VII ст. в Управлінні державних лісів (D.L.P.) у Луцьку.
- Чоловік - Андрі́й Бє́лий (Бугайов Борис Миколайович) (1880-1934), російський письменник, поет, критик, мемуарист, один з провідних діячів російського символізма та модернізма.